# Santabárbara
Santabárbara, in haar beginjaren begin bekend als Época, was een Spaanse pop-, softrock- en hardrockband. De band was aan het begin van de jaren 70 in Barcelona opgericht. De band bestond uit Enric Milián (bas, zang), Mario Balaguer (gitaar) en Alberto Lopez (drums). Tijdens hun carrière waren ze vooral succesvol in Spanje. Buiten Spanje werd het nummer Charly een hit in meerdere landen.

## Biografie
Eind 1969 vormde de groep zich als trio onder de naam Época. In de beginjaren richtte de band zich op een hardrockgeluid, beïnvloed door Britse en Amerikaanse artiesten als Deep Purple, Led Zeppelin, Grand Funk Railroad, Alice Cooper en Black Sabbath.
In 1971 brachten ze hun enige single uit met de nummers "No Estoy Bien" en "Buscaré Otra Chica". Hoewel het weinig commerciële impact had, wordt het nu gezien als een van de voorlopers van Spaanse heavy metal.
In 1973 tekende de band bij EMI Music en veranderde ze haar naam in Santabárbara. Qua muziekstijl veranderde het trio ook en ze richtten zich nu op softrock en easy listening-muziek. Datzelfde jaar brachten ze het nummer "Charly" uit, een ballad die wereldwijd succes haalde. In Spanje was dit voor het trio het begin van periode van succes die zou duren tot de laatste jaren van het decennium.
Gedurende bijna hun hele carrière wisselde het trio qua muziekstijl tussen de twee uitersten van de soft- en de hardrock. De hardrock invloeden zijn met name te horen op de B-kantjes van de singles, en op het album "No dejes de soñar" uit 1974. Omdat de toegankelijkere nummers duidelijk meer (commercieel) succes behaalde, legde het trio zich meer en meer toe op de softrock.
In 1977 overleed de drummer Alberto López. De groep ging als duo verder. In 1980 overleed gitarist Mario Balaguer, wat het definitieve einde van Santabárbara betekende.

## Discografie

### Albums
- "No dejes de soñar" - (EMI, 1974).
- "Regreso" - (RCA, 1979).
- "Las aventuras de Tom Sawyer" - (RCA, 1981).

### Singles
- (als"Época"): "No estoy bien / Buscaré otra chica" (Ariola, 1971).
- "Charly / San José" (EMI, 1973).
- "Recuerdo de mi niñez / Rock and roll" (EMI, 1973).
- "Adiós amigo / Colores" (EMI, 1974).
- "Chiquilla / Baja de tu nube" (EMI, 1974).
- "Ponte una cinta en el pelo / Brillará un nuevo sol" (EMI, 1975).
- "Cariño mío / En silencio" (EMI, 1975).
- "¿Dónde están tus ojos negros? / Ven conmigo" (EMI, 1976).
- "Dama triste / Paz" (EMI, 1977).
- "Adiós amor / Cantando" (EMI, 1978).
- "Regreso junto a ti / Las Ramblas" (RCA, 1979).
- "Abrázame / Atrapado" (RCA, 1979).
- "Caroline / Mirando al sol" (RCA, 1980)

### Nederlandse Top 40
| Single met eventuele hitnotering(en) in de Nederlandse Top 40 | Datum van verschijnen | Datum van binnenkomst | Hoogste positie | Aantal weken | Opmerkingen |
| ------------------------------------------------------------- | --------------------- | --------------------- | --------------- | ------------ | ----------- |
| Charly                                                        |                       | 29-09-1973            | 8               | 7            |             |
| Donde Estan Tus Ojos Negros                                   |                       | 06-11-1976            | tip16           | -            |             |

### NPO Radio 2 Top 2000
Van Santabárbara stond alleen Charly in 2000 in de NPO Radio 2 Top 2000, op plek 1925.